# 人民文学
人民文学（じんみんぶんがく）は、日本の文芸雑誌。新日本文学会よ機関誌「新日本文学」における日本共産党の50年問題における内部対立を受けて、1950年に藤森成吉と江馬修らが編集を担当し、徳永直、野間宏、杉浦明平らが参加した。内容は日本共産党臨時中央指導部（所感派）との癒着が目立った。創刊後に、途中誌名を変えながら1955年まで刊行された。
戦後、発足した新日本文学会は、民主主義文学運動の結集体として活動していた。しかし、1949年あたりから、宮本百合子の作品に対して、新聞への投書や、当時の日本共産党の幹部であった徳田球一や西沢隆二による批判がくりかえされるなど、新日本文学会のなかに対立がもちこまれるようになった。
1950年、徳永直と栗栖継は、連名で新日本文学会の方向性に対して批判の声明を発表した。そうした流れの応援として、『人民文学』誌が1950年11月に創刊された。その中心にいたのは、江馬修、豊田正子、藤森成吉たちであった。創刊時の編集委員は、ほかに、栗栖継、島田政雄がくわわった。
彼らは、新日本文学会を、人民の運動と結びつかない書斎の議論だと批判し、労働者自身による刻々のたたかいに役立つ芸術を主張した。とくに、1951年1月に宮本百合子が死去すると、批判の矛先を彼女に集中した。岩上順一や徳永直も、百合子の作品を小市民的であり、日本の人民解放の運動に害を与えるものだと攻撃したのだった。また、一部の地域では、『新日本文学』誌を大量に注文しながら誌代を踏み倒し、なおかつ雑誌を焼却したという事例も新日本文学会の大会で公表された。これらの攻撃の背後には、当時の日本共産党が〈五〇年問題〉といわれる分裂の状態にあり、その中で〈所感派〉と呼ばれたグループの影響を強く受けていたからだと評価されている。
新日本文学会に所属した文学者たちのなかにも、『人民文学』に参加するものもいた。岩上、徳永のほかにも、野間宏、松田解子、岩倉政治、安部公房などの名が、雑誌の執筆者としてみえる。また、公職追放を受けた谷口善太郎が、かつての筆名「加賀耿二」を使って小説を発表するなど、プロレタリア文学運動時代の書き手の復活にも力を貸した。
その後、新日本文学会への攻撃も徐々に下火になり、多くの書き手が新日本文学会に復帰していった。
その中で、1953年12月の36号にて出版を停止。雑誌名も1954年からは『文学の友』と改題、1955年2月をもって停刊した。
人民文学が生み出した作家として、国鉄勤務のかたわら執筆した『鉄路のひびき』（理論社、1954年）を書いた足柄定之（1927-2004）が知られている。野間宏は、『鉄路のひびき』の単行本に、推薦のことばをよせている。
2010年から、不二出版が復刻版を刊行している。